# Конкурс молодых музыкантов «Евровидение-1988»
Евровидение для молодых музыкантов 1988 (англ. Eurovision Young Musicians 1988) — четвёртый конкурс молодых музыкантов «Евровидение», который прошёл в Голландии в 1988 году. Финал конкурса состоялся 31 мая 1988 года в концертом зале «Консертгебау» в Амстердаме. Победу на конкурсе одержал участник из Австрии Юлиан Рахлин, играющий на скрипке. Музыканты из Норвегии и Италии заняли второе и третье место соответственно. Примечательно, что финал конкурса посетила королева Нидерландов Беатрикс Вильгельмина Армгард.
Организаторами конкурса выступили Голландская вещательная ассоциация и Европейский вещательный союз. В конкурсе приняли участие молодые музыканты в возрасте до 20 лет из 16 стран Европы. На конкурсе дебютировали Испании и Кипра. От участия в конкурсе отказался Израиль.

## Место проведения

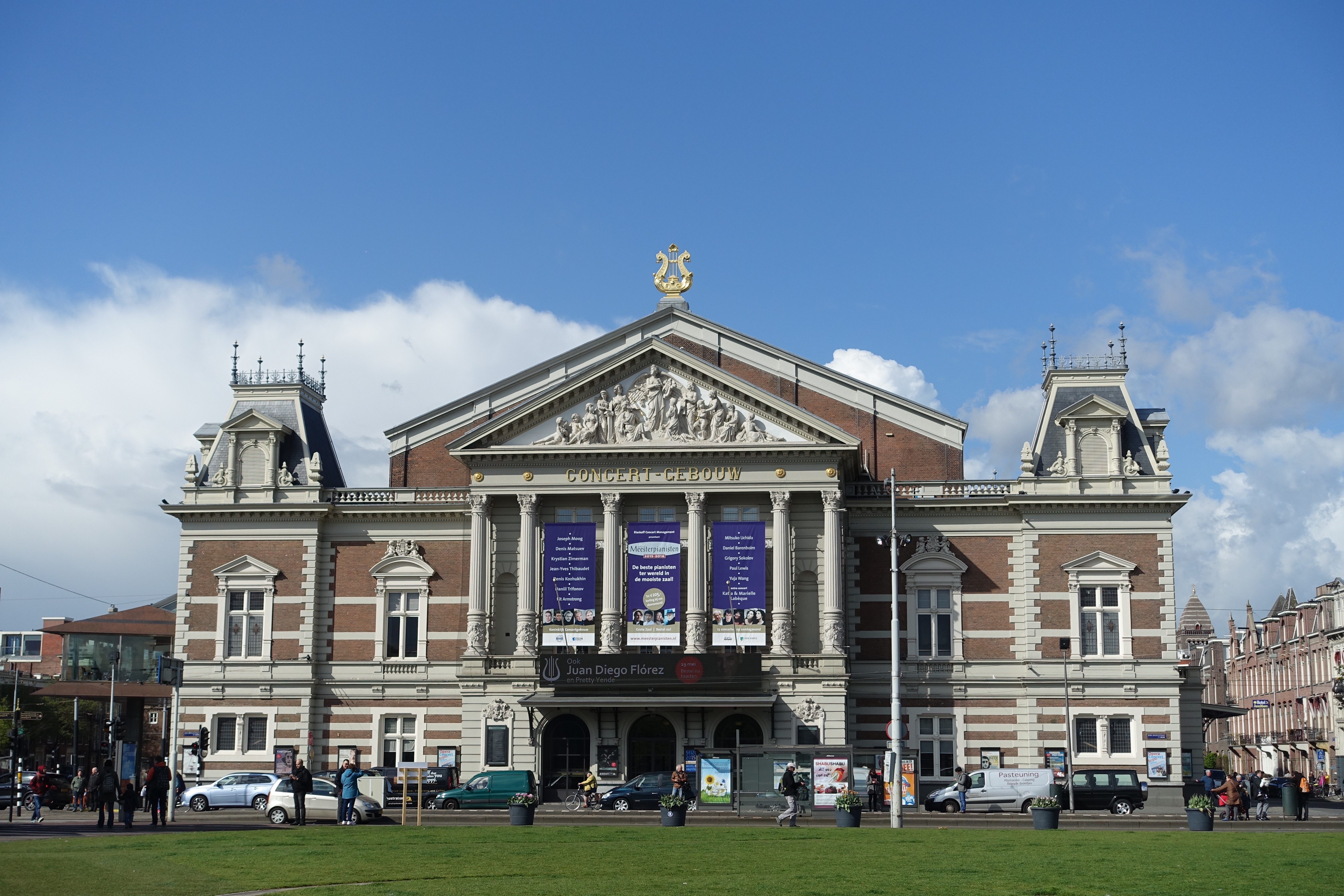
Концертный зал «Консертгебау» в Амстердаме

Местом проведения конкурса была столица и крупнейший город Нидерландов — Амстердам. Финал конкурса прошёл в концертом зале «Консертгебау», одной из лучших концертных площадок Нидерландов.
Здание «Консертгебау» было построено в 1883—1888 годах по проекту архитектора Адольфа Леонарда ван Гендта . Большой зал открылся 11 апреля 1888 года концертом из произведений Баха, Генделя, Бетховена и Вагнера. Спустя полгода в «Консертгебау» дебютировал одноимённый оркестр, для которого «Консертгебау» стал постоянным домом.
Большой зал «Консертгебау» вмещает 2037 слушателей, малый рассчитан на 478 мест. На балконах Большого зала выбиты имена 45 композиторов, в числе которых 12 «местных» (начиная с Орландо ди Лассо) и крупнейшие авторы разных стран, вплоть до Штрауса и Стравинского.

## Формат
К участию в конкурсе допускаются молодые музыканты в возрасте от 10 до 19 лет включительно, с учётом того, что в день проведения финала им не исполнится 20 лет. Причем участниками могут стать только соло-исполнители, не задействованные на профессиональной основе (то есть не получающие прибыли от выступлений). Музыкальный инструмент и программу участник выбирает по своему усмотрению.
Каждый из участников в полуфинале (также именуется предварительным раундом или отборочным туром) исполняет выбранную им программу, состоящую из классических музыкальных произведений. Оценивает выступления конкурсантов профессиональное жюри, каждый член которого обязан присудить баллы от 1 до 10 каждому исполнителю. По результатам голосования жюри в финал выходит 6 стран-участниц. В финале конкурса участник также исполняет выбранную им музыкальную программу. Оценивает выступления конкурсантов профессиональное жюри, каждый член которого обязан присудить баллы от 1 до 10 каждому исполнителю. После всех выступлений участников жюри объявляет тройку победителей.

### Ведущая и оркестр
Ведущим конкурса стала голландская певица, актриса и писательница Мартин Бейл. Участникам конкурса аккомпанировал Филармонический оркестр Нидерландского радио под руководством румыно-израильско-американского дирижёра и скрипача Серджиу Комиссиона.

### Жюри
В состав профессионального жюри вошло 9 человек:
- Роберто Бенци (Председатель)
- Уильям Плит
- Анетт Фааборг (Ведущая конкурса классической музыки «Евровидение для молодых музыкантов 1986»)
- Марко Риаскофф
- Герман Кребберс
- Элмар Вайнгартен
- Осмо Вянскя
- Паскаль Роже
- Сорен Хермэнссон

## Участники

### Полуфинал
| №  | Страна         | Представитель         | Инструмент | Произведение (композитор)                                                            | Результат |
| -- | -------------- | --------------------- | ---------- | ------------------------------------------------------------------------------------ | --------- |
| 1  | Бельгия        | Элиан Рейес           | Фортепиано | Concerto for piano and orchestra in D, op. 21 (Йозеф Гайдн)                          | —         |
| 2  | Швейцария      | Дэвид Риникер         | Виолончель | Variations on a Rococo theme for cello and orchestra, op. 23 (Пётр Ильич Чайковский) | —         |
| 3  | Дания          | Николай Цнайдер       | Скрипка    | Concerto for violin and orchestra no. 5 in G (Анри Вьётан)                           | —         |
| 4  | Кипр           | Плотиносц Микроматисз | Фортепиано | Concert piece for piano and orchestra in F, op. 79 (Карл Мария фон Вебер)            | —         |
| 5  | ФРГ            | Николай Шнайдер       | Виолончель | Concerto for cello and orchestra no. 1 in A, op. 23 (Камиль Сен-Санс)                | Финалист  |
| 6  | Австрия        | Юлиан Рахлин          | Скрипка    | Concerto for violin and orchestra no. 2 in D, op. 22 (Генрик Венявский)              | Финалист  |
| 7  | Ирландия       | Дирбхла Коллинз       | Фортепиано | Concerto for piano and orchestra no. 3 in C, op. 26 (Сергей Прокофьев)               | —         |
| 8  | Швеция         | Генрих Петерсен       | Скрипка    | Concerto for violin and orchestra no. 5 in G (Анри Вьётан)                           | —         |
| 9  | Франция        | Анри Демаркетт        | Виолончель | Variations on a Rococo theme for cello and orchestra, op. 23 (Пётр Ильич Чайковский) | —         |
| 10 | Испания        | Хосе Рамон Мендес     | Фортепиано | Concerto for piano and orchestra no. 1 in E flat (Ференц Лист)                       | —         |
| 11 | Финляндия      | Ян Сёдерблом          | Скрипка    | Concerto for violin and orchestra no. 5 in A, KV 219 (Вольфганг Амадей Моцарт)       | Финалист  |
| 12 | Нидерланды     | Виби Сурьяди          | Фортепиано | Concerto for piano and orchestra no. 2 in C (Сергей Рахманинов)                      | —         |
| 13 | Италия         | Доменико Нордио       | Скрипка    | Concerto for violin and orchestra in B, op. 47 (Ян Сибелиус)                         | Финалист  |
| 14 | Великобритания | Дэвид Пайетт          | Валторна   | Concerto for French horn and orchestra no. 1 in E flat, op. 11 (Рихард Штраус)       | Финалист  |
| 15 | Югославия      | Виолета Смайлович     | Скрипка    | Concerto for violin and orchestra no. 3 in C, op. 61 (Камиль Сен-Санс)               | —         |
| 16 | Норвегия       | Лейф Ове Андснес      | Фортепиано | Concerto for piano and orchestra no. 3 in C, op. 26 (Сергей Прокофьев)               | Финалист  |

### Финал
| № | Страна         | Участник         | Инструмент | Произведение (Композитор)                                                     | Результат    |
| - | -------------- | ---------------- | ---------- | ----------------------------------------------------------------------------- | ------------ |
| 1 | Финляндия      | Ян Сёдерблом     | Скрипка    | Concerto for violin and orchestra no.5 in A, KV 219 (Вольфганг Амадей Моцарт) | —            |
| 2 | Великобритания | Дэвид Пайетт     | Валторна   | Concerto for French horn and orchestra no.1 in E flat, op.11 (Рихард Штраус)  | —            |
| 3 | Италия         | Доменико Нордио  | Скрипка    | Concerto for violin and orchestra in d, op.47 (Ян Сибелиус)                   | Третье место |
| 4 | ФРГ            | Николай Шнайдер  | Виолончель | Concerto for cello and orchestra no.1 in a, op.33 (Камиль Сен-Санс)           | —            |
| 5 | Австрия        | Юлиан Рахлин     | Скрипка    | Concerto for violin and orchestra in d, op.22 (Генрик Венявский)              | Победитель   |
| 6 | Норвегия       | Лейф Ове Андснес | Фортепиано | Concerto for piano and orchestra no.3 in C, op.26 (Сергей Прокофьев)          | Второе место |